# Delray Beach Open 2023
Delray Beach Open 2023 byl tenisový turnaj hraný na mužském profesionálním okruhu ATP Tour v Delray Beach Tennis Center. Třicátý první ročník Delray Beach Open probíhal mezi 13. až 19. únorem 2023 ve floridském Delray Beach na dvorcích s tvrdým povrchem Plexipave.
Turnaj dotovaný 718 245 dolary patřil do kategorie ATP Tour 250. Nejvýše nasazeným singlistou se stal sedmý tenista světa Taylor Fritz. Jako poslední přímý účastník do hlavní soutěže nastoupil americký 108. hráč žebříčku Denis Kudla. V důsledku invaze Ruska na Ukrajinu na konci února 2022 řídící organizace tenisu ATP, WTA a ITF s grandslamy rozhodly, že ruští a běloruští tenisté mohli dále na okruzích startovat, ale do odvolání nikoli pod vlajkami Ruska a Běloruska.
Pátý singlový titul na okruhu ATP Tour vybojoval Američan Taylor Fritz. Stal se tak prvním vítězem floridského turnaje z pozice člena elitní světové desítky. Podruhé v řadě čtyřhru ovládli Salvadorec Marcelo Arévalo s Nizozemcem Jeanem-Julienem Rojerem, kteří si odvezli šestou společnou trofej.

## Rozdělení bodů a finančních odměn

### Rozdělení bodů
| Soutěž  | Soutěž      | vítězové | finalisté | semifinalisté | čtvrtfinalisté | 16 v kole | 32 v kole | Q  | Q2 | Q1 |
| ------- | ----------- | -------- | --------- | ------------- | -------------- | --------- | --------- | -- | -- | -- |
| dvouhra | [ 1 ] [ 5 ] | 250      | 150       | 90            | 45             | 20        | 0         | 12 | 6  | 0  |
| čtyřhra | [ 6 ]       | 250      | 150       | 90            | 45             | 0         | —         | —  | —  | —  |

### Finanční odměny
| Soutěž                              | Soutěž      | vítězové | finalisté | semifinalisté | čtvrtfinalisté | 16 v kole | 32 v kole | Q2      | Q1      |
| ----------------------------------- | ----------- | -------- | --------- | ------------- | -------------- | --------- | --------- | ------- | ------- |
| dvouhra                             | [ 1 ] [ 5 ] | 97 760 $ | 57 025 $  | 33 525 $      | 19 425 $       | 11 280 $  | 6 895 $   | 3 445 $ | 1 880 $ |
| čtyřhra                             | [ 6 ]       | 33 960 $ | 18 170 $  | 10 660 $      | 5 950 $        | 3 510 $   | —         | —       | —       |
| částka ve čtyřhře je uvedena na pár |             |          |           |               |                |           |           |         |         |

## Dvouhra mužů

### Nasazení
| Stát                         | Hráč              | ATP | Nasazení |
| ---------------------------- | ----------------- | --- | -------- |
| USA                          | Taylor Fritz      | 9.  | 1.       |
| USA                          | Tommy Paul        | 19. | 2.       |
| Kanada                       | Denis Shapovalov  | 27. | 3.       |
| Srbsko                       | Miomir Kecmanović | 33. | 4.       |
| Japonsko                     | Jošihito Nišioka  | 34. | 5.       |
| USA                          | Jenson Brooksby   | 36. | 6.       |
| USA                          | John Isner        | 39. | 7.       |
| USA                          | Ben Shelton       | 41. | 8.       |
| USA                          | J. J. Wolf        | 43. | 9.       |
| Žebříček ATP k 6. únoru 2023 |                   |     |          |

### Jiné formy účasti
Následující hráči obdrželi divokou kartu do hlavní soutěže:
- Aleksandar Kovacevic
- Jack Sock
- Fernando Verdasco

Následující hráč nevyužil zvláštní výjimku ke startu po titulu z předchozího týdne:
- Wu I-ping

Následující hráči postoupili z kvalifikace:
- Nuno Borges
- Christopher Eubanks
- Matija Pecotić
- Wu Tchung-lin

Následující hráči postoupili z kvalifikace jako šťastní poražení:
- Steve Johnson
- Aleksandar Vukic

### Odhlášení
před zahájením turnaje
- Jenson Brooksby → nahradil jej  Denis Kudla
- John Isner → nahradil jej  Aleksandar Vukic
- Jiří Lehečka → nahradil jej  Emilio Gómez
- Reilly Opelka → nahradil jej  Radu Albot
- Wu I-ping → nahradil jej  Steve Johnson

## Mužská čtyřhra

### Nasazení
| Stát                                                                                  | Hráč              | Stát               | Hráč              | ATP  | Nasazení |
| ------------------------------------------------------------------------------------- | ----------------- | ------------------ | ----------------- | ---- | -------- |
| Salvador                                                                              | Marcelo Arévalo   | Nizozemsko         | Jean-Julien Rojer | 10.  | 1.       |
| Spojené království                                                                    | Jamie Murray      | Nový Zéland        | Michael Venus     | 50.  | 2.       |
| USA                                                                                   | Nathaniel Lammons | USA                | Jackson Withrow   | 94.  | 3.       |
| Spojené království                                                                    | Julian Cash       | Spojené království | Henry Patten      | 127. | 4.       |
| Žebříček ATP k 6. únoru 2023; číslo je součtem žebříčkového postavení obou členů páru |                   |                    |                   |      |          |

### Jiné formy účasti
Následující páry obdržely divokou kartu do hlavní soutěže:
- Christian Harrison /  Denis Kudla
- Brandon Holt /  Alex Lawson

### Odhlášení
před zahájením turnaje
- Jérémy Chardy /  Fabrice Martin → nahradili je  Diego Hidalgo /  Hunter Reese
- Aijsám Kúreší /  Miguel Ángel Reyes-Varela → nahradili je  Hans Hach Verdugo /  Miguel Ángel Reyes-Varela

## Přehled finále

### Mužská dvouhra
- Taylor Fritz vs.  Miomir Kecmanović, 6–0, 5–7, 6–2

### Mužská čtyřhra
- Marcelo Arévalo /  Jean-Julien Rojer vs.  Rinky Hijikata /  Reese Stalder, 6–3, 6–4